# 水生大海
水生 大海（みずき ひろみ）は日本の小説家、推理作家、元漫画家。女性。三重県鈴鹿郡関町（現・亀山市）生まれ愛知県在住。日本推理作家協会 および本格ミステリ作家クラブ会員。
『少女たちの羅針盤』で第1回ばらのまち福山ミステリー文学新人賞優秀作を受賞し、2009年に同作でデビューした。

## 略歴・人物
大学卒業後、教育系出版社に勤務 ののち、派遣社員のかたわら漫画家として1995年に秋田書店からデビューしている。
その後、小説家として亜鷺一の名で2005年に第1回チュンソフト小説大賞に応募、『叶っては、いけない』でミステリー/ホラー部門銅賞受賞。
2008年に水生大海の名で第1回ばらのまち福山ミステリー文学新人賞に応募、『罪人いずくにか』で優秀作を受賞した。同作は最終選考委員の島田荘司の勧めにより改稿しタイトルを『少女たちの羅針盤』と改めて2009年に原書房より出版され、2011年には成海璃子ら出演で映画化された。
2014年、アンソロジー『エール! 2』に収録されている短編「五度目の春のヒヨコ」が第67回日本推理作家協会賞（短編部門）の候補作になる。
趣味・特技等：映画鑑賞、イラストを描くこと。

## 作品リスト

### 単著

#### 「ランチ探偵」シリーズ
- ランチ合コン探偵（2014年9月 実業之日本社）
  - 【改題】ランチ探偵（2016年10月 実業之日本社文庫）
    - 収録作品：アラビアータのような刺激を / 金曜日の美女はお弁当がお好き / 午後二時すぎのスーパーヒーロー / 帝王は地球に優しい / 窓の向こうの動物園 / ダイヤモンドは永遠に
- ランチ探偵 容疑者のレシピ（2016年12月 実業之日本社文庫）
  - 収録作品：その部屋ではなにも起こらない / 密室における十人の容疑者 / 小日向家の犬はなぜ狙われる / 秘密の扉を開くのは / そして、いなくなった
- ランチ探偵 彼女は謎に恋をする（2022年2月 実業之日本社文庫）
  - 収録作品：お稲荷さん、いまは消え / アンモナイトは百貨店の夢を見るか / ずっとお家で暮らしてる / 五月はたそがれの国 / 天の光は希望の星

#### 招運来福！ まねき猫事件ノート
- 招運来福！ まねき猫事件ノート（2014年11月 ポプラ文庫ピュアフル）
  - 収録作品：凪とマネコの七日間 / 凪とかわいい悪魔とお伊勢さん
- 招運来福！ まねき猫事件ノート 化け猫の夏、初恋の夏（2016年3月 ポプラ文庫ピュアフル）
  - 収録作品：ラブリーアンジェラの化け猫 / トララのいた風景 / 初恋写真のゆくえ
- 福徳円満！ まねき猫事件ノート 猫たちの生まれる街（2018年3月 ポプラ文庫ピュアフル）
  - 収録作品：風はどこに吹くのか？ / 旅は道連れ余はヨレヨレ / さよならは遠い約束だと誰かが言った

#### 「社労士のヒナコ」シリーズ
- ひよっこ社労士のヒナコ（2017年11月 文藝春秋 / 2019年10月 文春文庫）
  - 収録作品：五度目の春のヒヨコ / 綿菓子とネクタイ / カナリアは唄う / 飾りより、灯りより / 空に星はなく / 握りたい手は
- きみの正義は 社労士のヒナコ（2019年10月 文藝春秋 / 2021年11月 文春文庫）
  - 収録作品：春の渦潮 / きみの正義は / わたしのための本を / 藪の中を探れ / らせん階段を上へ
- 希望のカケラ 社労士のヒナコ（2023年1月 文春文庫）
  - 収録作品：そこは安息の地か / 甘い誘惑 / 凪を望む / 副業はユーチューバー / 希望のカケラ

#### その他の作品
- 少女たちの羅針盤（2009年7月 原書房 / 2011年4月 原書房【新装版】 / 2012年9月 光文社文庫）
  - 新装版は映画化にあわせて刊行された。新装版と文庫には同作のスピンオフ的書き下ろし短編「ムーンウォーク」を同時収録。
- かいぶつのまち（2010年7月 原書房 / 2013年10月 光文社文庫） - 『少女たちの羅針盤』の続編
- 善人マニア（2011年8月 幻冬舎）
  - 【改題】善人と天秤と殺人と（2021年10月 幻冬舎文庫）
- 夢玄館へようこそ（2011年11月 双葉社 / 2015年3月 双葉文庫）
  - 収録作品：標本 / 銀の魔法 / 花と器 / 金魚の幽霊 / 火の粉 / 漆黒の缶
- 転校クラブ 人魚のいた夏（2012年3月 原書房）
- 手のひらの記憶（2012年10月 PHP研究所）
  - 【改題】結城屋質店の鑑定簿 あなたの謎、預かります（2016年1月 PHP文芸文庫）
- 熱望（2013年4月 文藝春秋 / 2020年9月 文春文庫）
- 転校クラブ シャッター通りの雪女（2014年3月 原書房）
- 消えない夏に僕らはいる（2014年9月 新潮文庫nex）
- 冷たい手（2015年4月 光文社 / 2019年3月 光文社文庫）
- 君と過ごした嘘つきの秋（2015年6月 新潮文庫nex） - 『消えない夏に僕らはいる』の続編
- 運命は、嘘をつく（2015年10月 文春文庫）
  - 収録作品：君待つひと / 運命のひと / 囚われのひと / 夢見るひと / 希求のひと / 運命のひと
- 教室の灯りは謎の色（2016年8月 KADOKAWA / 2019年8月 角川文庫）
  - 収録作品：水中トーチライト / 消せない火 / 彼の憂鬱、彼の選択 / 罪のにおいは / この手に灯りを
- だからあなたは殺される（2017年2月 光文社 / 2020年2月 光文社文庫）
- 17×63 鷹代航は覚えている（2018年6月 祥伝社）
  - 【改題】オレと俺（2021年4月 祥伝社文庫）
- 僕はいつも巻きこまれる（2018年11月 講談社タイガ）
- 最後のページをめくるまで（2019年7月 双葉社 / 2022年6月 双葉文庫）
  - 収録作品：使い勝手のいい女 / 骨になったら / わずかばかりの犠牲 / 監督不行き届き / 復讐は神に任せよ
- 宝の山（2020年2月 光文社 / 2023年10月 光文社文庫）
- ノゾミくん、こっちにおいで（2020年12月 ポプラ文庫）
- あなたが選ぶ結末は（2021年10月 双葉社 / 2024年3月 双葉文庫）
  - 収録作品：二週間後の未来 / 俺の話を聞け / それは財布からはじまった / きみのための探偵 / 真実
- 設楽不動産営業日誌 お客さまのご要望は（2022年5月 朝日文庫）
- 女の敵には向かない職業（2022年10月 光文社）
- マザー/コンプレックス（2023年6月 小学館文庫）
- 救世主（2024年6月 光文社）
- その噓を、なかったことには（2024年11月 双葉社）
  - 収録作品：妻は嘘をついている / まだ間にあうならば / 三年二組パニック / 家族になろう / あの日、キャンプ場で

### アンソロジー収録短編
「」内が水生大海の作品
- ショートショートの花束1（2009年3月 講談社文庫）「もういいかい」（亜鷺一名義）
- エール！ 2（2013年4月 実業之日本社文庫）「五度目の春のヒヨコ」
- 猫とわたしの七日間 青春ミステリーアンソロジー（2013年10月 ポプラ文庫ピュアフル）「まねき猫狂想曲」
- ザ・ベストミステリーズ 2014 推理小説年鑑（2014年5月 講談社）「五度目の春のヒヨコ」
  - 【分冊・改題】Life 人生、すなわち謎 ミステリー傑作選（2017年4月 講談社文庫）
- Time Story おいしい1時間（2016年3月 偕成社）「オレんちの危機を救え！」
- 新鮮 THE どんでん返し（2017年12月 双葉文庫）「使い勝手のいい女」
- 推理作家謎友録 日本推理作家協会70周年記念エッセイ（2017年8月 角川文庫）※エッセイアンソロジー「タイトル「7」」
- ベスト本格ミステリ2018（2018年6月 講談社ノベルス）「使い勝手のいい女」
- ザ・ベストミステリーズ 2018 推理小説年鑑（2018年5月 講談社）「使い勝手のいい女」
- 夜更けのおつまみ（2020年3月 ポプラ文庫）※エッセイアンソロジー「“楽”しいおつまみ」
- 伝染（うつ）る恐怖 感染ミステリー傑作選（2021年2月 宝島社文庫）「二週間後の未来」
- 名探偵と学ぶミステリ 推理小説アンソロジー&ガイド（2025年4月 早川書房）「一つの石で二羽の鳥を 殺す ―To kill two birds with one stone.」

### 単著未収録作品
- 犬ならかまわない（双葉社『小説推理』2010年3月号）
- パンドラ（集英社『小説すばる』2011年10月号）
- 胎内めぐり（幻冬舎『GINGER L.』2012 SUMMER 07）
- 滅びの呪文（光文社『ジャーロ』No.75 2021 MARCH）
- 封じこめた思い（文藝春秋『オール讀物』2024年7・8月号）

## 映像化作品

### 映画
- 少女たちの羅針盤（2011年5月14日公開、配給：クロックワークス / ゴー・シネマ、監督：長崎俊一、主演：成海璃子）[8]

### テレビドラマ
- ランチ合コン探偵 〜恋とグルメと謎解きと〜（2020年1月9日 - 3月12日、全10話、読売テレビ・日本テレビ系「木曜ドラマF」枠、主演：山本美月、原作：ランチ探偵 / ランチ探偵 容疑者のレシピ）[9]